# Franz Kapus
Franz Kapus   (Zúric, 12 d'abril de 1909 - Zúric, 4 de març de 1981) fou un pilot de bob suís que va competir en els anys posteriors a la Segona Guerra Mundial.
Durant la seva carrera va prendre part en tres edicions dels Jocs Olímpics d'Hivern. El 1948, a Sankt Moritz, fou vuitè en la prova de bobs a quatre del programa de bob. Quatre anys més tard, als Jocs d'Oslo, fou quart en la mateixa prova. La seva darrera participació fou el 1956, als Jocs de Cortina d'Ampezzo, on disputà les dues proves del programa de bob. Guanyà la medalla d'or en la prova de bobs a quatre, formant equip amb Heinrich Angst, Gottfried Diener i Robert Alt, mentre en la prova del bob a dos fou setè.
En el seu palmarès també destaquen quatre medalles al Campionat del món de bob, una d'or i tres de bronze.